# Ecartament metric
Ecartamentul metric este un tip de ecartament îngust cu dimensiunea de 1.000 mm sau 1 m.

## Informații generale
Ecartamentul metric este folosit pe circa 200.000 km, reprezentând circa 20% din căile ferate din lume. În trecut, el a fost utilizat de puterile coloniale europene precum imperiile francez, britanic și cel german. În Europa, sisteme feroviare extinse cu ecartament metric sunt încă în folosință în Elveția, nordul Spaniei și în multe orașe cu rețele de tramvai, deși majoritatea căilor ferate cu ecartament metric din Franța, Germania și Belgia au fost închise la jumătatea secolului al XX-lea. Odată cu renașterea transportului feroviar urban, în unele orașe au fost înființate linii de metrou ușor cu ecartament metric, în timp ce în altele acesta a fost înlocuit cu ecartamentul normal.

## Rețele feroviare cu ecartament metric
| Țară/teritoriu              | Cale ferată |
| --------------------------- | --- |
| Argentina                   | 11.080 km (6.880 mi) Ferrocarril General Manuel Belgrano |
| Austria                     | - Tramvaiul din Innsbruck (în exploatare) - Tramvaiul din Gmunden (în exploatare) - Stubaitalbahn (în exploatare) - Achenseebahn (în exploatare) |
| Bangladesh                  | 1.830 km, din care 365 km sunt cu dublu ecartament, metric și de 1.676 mm (ecartament indian). |
| Belgia                      | - Tramvaiul din Charleroi (în exploatare) - Tramvaiul din Antwerpen (în exploatare) - Tramvaiul din Ghent (în exploatare) - Tramvaiul costier (în exploatare) |
| Benin                       | Căile ferate naționale, 578 km (359 mi). |
| Bolivia                     | Căile ferate naționale, 3.600 km (2.200 mi). |
| Brazilia                    | 23,489 km (14,595 mi) - În special pentru transportul de marfă, inclusiv linia mixtă E.F Vitória–Minas Pasageri/Marfă. (în exploatare) - Metroul din Fortaleza (în exploatare) - Metroul din Teresina (în exploatare) |
| Bulgaria                    | - Întregul tramvai din Sofia, exceptând trei linii cu ecartament normal. (în exploatare) |
| Burkina Faso                | - Calea ferată Abidjan–Burkina Faso (în exploatare) |
| Birmania                    | 3.200 km (2.000 mi) din căile ferate birmaneze, exceptând circa 160 km (99 mi) de căi ferate de deal. |
| Cambogia                    | 612 km (380 mi) |
| Camerun                     | 1,104 km (0,686 mi) |
| Cehia                       | Precum în celelalte orașe sudete, Tramvaiul din Liberec folosea ecartament metric în trecut. Totuși, liniile din interiorul orașului au fost convertite ulterior la ecartament standard, rămânând cu ecartament metric doar linia de 13 km (8,1 mi) dintre Liberec și Jablonec nad Nisou. |
| Chile                       | 2.923 km (1.816 mi) Empresa de los Ferrocarriles del Estado (Ferronor), Ferrocarril de Antofagasta a Bolivia, calea ferată Arica–La Paz. |
| China                       | - Calea ferată KunHe (fostă calea ferată Yunnan–Vietnam) (în exploatare). |
| Coasta de Fildeș            | - Calea ferată Abidjan–Burkina Faso (în exploatare) |
| Croația                     | - Tramvaiul din Zagreb (în exploatare) - Tramvaiul din Osijek (în exploatare) |
| Republica Democratică Congo | Câteva căi ferate |
| Danemarca                   | Câteva căi ferate în trecut. Una singură mai există astăzi, dar reconvertită la ecartament standard. - Tramvaiul din Århus (închis), Muzeul Tramvaiului din Danemarca. |
| Egipt                       | - Tramvaiul din Cairo (în exploatare) |
| Elveția                     | Multiple căi ferate suburbane, montane, cu cremalieră, unele căi ferate de lungă distanță și rețele de tramvai. - Calea ferată Albula (în exploatare) - Calea ferată Bernina (traversează în Italia) (ambele căi ferate au fost înscrise în Patrimoniul Mondial UNESCO). (în exploatare) |
| Finlanda                    | - Tramvaiul din Helsinki (în exploatare) |
| Franța                      | Folosite intens în trecut la nivel local sau regional, puține au mai rămas în exploatare. - Calea ferată Saint-Gervais-Vallorcine și calea ferată Villefranche-Vernet-les-Bains–La Tour-de-Carol (în exploatare) - Calea ferată Salbris–Luçay-le-Mâle (în exploatare) - Căile ferate din Provence (în exploatare) - Căile ferate din Corsica; Căile ferate La Mure (în exploatare) - Calea ferată Puy de Dôme (în exploatare) - Tramvaiul din Lille (în exploatare) - Căile ferate din Finistère (în exploatare) - Calea ferată Baie de Somme (în exploatare) |
| Germania                    | - Harzer Schmalspurbahnen - Zugspitzbahn-ul Bavarez (în exploatare) |
| Grecia                      | Rețeaua feroviară cu ecartament metric din Peloponez era cea mai mare din Europa, dar este parțial abandonată astăzi. Doar naveta feroviară Proastiakos din zona metropolitană Patras și calea ferată turistică Olympia-Katakolo mai folosesc acest ecartament. |
| India                       | - Calea ferată a Muntelui Nilgiri (în exploatare) |
| Irak                        | Căile ferate din Mesopotamia, în vremea stăpânirii otomane. |
| Israel                      | Secțiuni feroviare de 1.000 mm, convertite ulterior la ecartament de 1.050 mm sau 1.435 mm |
| Italia                      | - Calea ferată Trento–Malè–Marilleva, deținută de Trentino Trasporti (în exploatare) - Ferrovia Genova–Casella (în exploatare) - Calea ferată Domodossola–Locarno (în exploatare) - Calea ferată Trieste–Opicina (în exploatare) - Tramvaiul Rittnerbahn-ferrovia del Renon (în exploatare) - Calea ferată a carierei de marmură Laas-Lasa (în exploatare) - Calea ferată Bernina (traversează în Elveția) (înscrisă în Patrimoniul Mondial UNESCO împreună cu calea ferată Albula din Elveția) (în exploatare)                                               |
| Kenya                       | Căile Ferate Ugandeze, administrate de Kenya Railways Corporation. |
| Laos                        | O extensie de 3.5 km peste graniță, în Laos, a rețelei cu ecartament metric a Căilor Ferate Thailandeze |
| Letonia                     | - Tramvaiul din Liepāja (în exploatare) |
| Madagascar                  | 875 km (544 mi). Există două rețele neconectate între ele, administrate de Madarail |
| Malaezia                    | Căile Ferate Malaeziene și Căile Ferate ale Statului Sabah |
| Mali                        | Calea ferată Dakar–Niger – 1.287 km (800 mi) |
| Malta                       | Căile Ferate Malteze |
| Maroc                       | Câteva căi ferate industriale în fostul Maroc spaniol |
| Noua Zeelandă               | - Funicularul din Wellington (în exploatare) |
| Norvegia                    | - Calea ferată Thamshavn (în exploatare) - Tramvaiul din Trondheim (în exploatare) |
| Pakistan                    | - Calea ferată Mirpur Khas–Nawabshah (desființată) - O secțiune din calea ferată Hyderabad–Khokhrapar (convertită ulterior la ecartament larg) |
| Polonia                     | - Tramvaiul din Łódź (inclusiv liniile suburbane) (în exploatare) - Tramvaiul din Bydgoszcz (în exploatare) - Tramvaiul din Toruń (proiectat să fie interconectabil) (în exploatare) - Tramvaiul din Grudziądz (în exploatare) - Tramvaiul din Elbląg (în exploatare) |
| Portugalia                  | Câteva linii preponderent montane, majoritatea abandonate în anii 1990, niciodată complet interconectate cu rețeaua REFER prin stații comune sau porțiuni cu dublu ecartament. Metroul din Mirandela și calea ferată Vouga rămân în exploatare. Alte rețele cu ecartament metric includ calea ferată cu cremalieră Funchal (desființată în 1943), Tramvaiul din Coimbra (desființat în 1980) și Tramvaiul din Sintra. |
| Regatul Unit                | - Calea ferată ușoară Davington (desființată în 1919) - Muzeul Național al Tramvaiului (în exploatare) - Câteva linii deservind minele de minereu de lângă Dalton-in-Furness, Cumbria, construite între 1849-1862) (în exploatare) |
| România                     | - Tramvaiul din Arad (în exploatare) - Tramvaiul din Iași (în exploatare) - Tramvaiul din Sibiu (în exploatare) - Ecartamentul a fost folosit și de tramvaiul din Galați până la completa lui înlocuire cu ecartamentul normal, în 1975. |
| Rusia                       | - Tramvaiul din Kaliningrad (în exploatare) - Tramvaiul din Piatigorsk (în exploatare) |
| Senegal                     | Calea ferată Dakar–Niger – 1.287 km (800 mi) |
| Serbia                      | - Tramvaiul din Belgrad (în exploatare) |
| Singapore                   | Secțiunea singaporeză a Căilor Ferate Malaieziene. |
| Slovacia                    | - Tramvaiul din Bratislava (în exploatare) - Calea ferată electrică Tatra (Tatranské elektrické železnice), o cale ferată montană și o cale ferată cu cremalieră din masivul Tatra Mare. (în exploatare) - Calea ferată a copiilor (Detská železnica) din Košice. (în exploatare) |
| Spania                      | - Liniile Renfe și EuskoTren din nord-vestul Spaniei, inclusiv Transcantábrico (în exploatare) - Linia de metrou 8 din Barcelona; liniile suburbane S4, S8, R5 și R6 ale Ferrocarrils de la Generalitat de Catalunya (în exploatare) - Metroul din Bilbao (în exploatare) - linia C-9 (Cercedilla–Cotos) a Cercanías Madrid (în exploatare) - Metroul din Palma de Mallorca (în exploatare) - Metroul din Valencia (în exploatare) - Ferrocarrils de la Generalitat Valenciana (în exploatare)                                                                |
| Statele Unite               | - Linia Orient Express, situată în parcul de distracții Six Flags Magic Mountain (în exploatare) - Linia Red Car Trolley, situată în parcul de distracții Disney California Adventure (în exploatare) |
| Suedia                      | Skansens bergbana (în exploatare) |
| Tanzania                    | Tanzania Railways Corporation – circa 2.600 km (1.600 mi) (diferență de ecartament cu calea ferată TAZARA, de 3 ft 6 in (1,067 mm)) |
| Thailanda                   | Căile Ferate Thailandeze, 4.346 km (2.700 mi). |
| Togo                        | 568 km (353 mi). |
| Tunisia                     | 1.674 km (1.040 mi) în total; 471 km (293 mi) folosiți împreună cu ecartamentul standard |
| Turcia                      | - Tramvaiul nostalgic din Istanbul (în exploatare) |
| Ucraina                     | - Tramvaiul din Lviv (în exploatare) - Tramvaiul din Vinița (în exploatare) - Tramvaiul din Jitomir (în exploatare) |
| Uganda                      | Căile Ferate Ugandeze, administrate de Uganda Railways Corporation |
| Vietnam                     | Căile Ferate Vietnameze și calea ferată Kunhe |